# ホセ・ナポレス
ホセ・ナポレス（José Ángel Nápoles、男性、1940年4月13日 - 2019年8月16日）は、キューバの元プロボクサー。サンティアーゴ・デ・クーバ州サンティアーゴ・デ・クーバ出身。元WBA・WBC世界ウェルター級統一王者。キューバ革命を機にメキシコへ亡命。王座を2度獲得、通算13度の防衛を成し遂げた。

## 来歴
サンティアーゴ・デ・クーバ生まれ。極貧の家庭に生まれ、幼少時からストリート・ファイトで小銭を稼いでいたという。キューバの英雄キッド・ギャビランに憧れてプロボクサーを志した。バスの運転手をしながらアマチュアでキャリアを開始、1954年にサンティアゴのゴールデン・グローブを獲得するなど、113勝1敗の驚異的な戦績を残してプロに転向、1958年8月2日、フリオ・ロハスを1回KOし、バンタム級でデビューを飾った。
その後のキャリアは順調と思われたが、1961年にキューバ革命が勃発、全てのプロスポーツが禁止されたことを契機に同年7月、身重だった妻を残して単身メキシコへ亡命する。
メキシコに居を構えてからは、二つの判定負けを除いて順調に白星を重ね、その中には、後のWBA・WBC世界ジュニアウェルター級王者カルロス・エルナンデスを破った1勝も含まれる。1963年にはジュニアウェルター級で世界ランキング入り、1964年には世界1位にまで浮上したが、世界挑戦の標的としたライト級王者カルロス・オルチス、ジュニアウェルター級王者サンドロ・ロポポロは、圧倒的な強さを見せるナポレスを敬遠し、世界挑戦のチャンスは一向に巡って来なかった。指名挑戦試合の制度が存在しなかった当時においては、ナポレスに打つ手はなかったのである。
因みに1964年3月1日には初来日、シュガー・ラモス対関光徳戦の前座で当時世界10位の吉本武輝と対戦し、初回KO勝ちを収めている（吉本のセコンドを務めたエディ・タウンゼントによると「第1ラウンドが始まったのでリングを降り、振り返ってリングを見上げたら、吉本が倒れていた」とのことである）。
1967年にはウェルター級の世界1位となるが、時の王者エミール・グリフィスへの挑戦も実現しなかった。しかし、グリフィスのミドル級転向により空位の王座を得た技巧派カーチス・コークスがナポレスとの防衛戦を快諾、遂に世界挑戦の機会を掴んだ。1969年4月18日に行われた試合では、ナポレスは自分より長身の相手に鋭いジャブを当て続け、コークス得意のストレートを巧みにかいくぐってパンチを的確にヒットさせ、コークスの顔面を無残に変形させる一方的な展開で13回終了KO、遂に念願の世界王座を獲得した。ナポレス29歳であった。
同年6月29日、コークスを返り討ちにして初防衛を果たしたのを皮切りにエミール・グリフィス、アーニー・ロペスと強豪を退けて3度防衛を達成したが、1970年12月3日、ビリー・バッカスとの4度目の防衛戦でバッティングにより左目をカット、4回負傷KO負けで王座を失った。
しかし、翌1971年6月4日に行われた再戦では逆にバッカスを8回KO、WBA・WBC王座を奪還する。その後は技巧派ヘッジモン・ルイス、強打者アドルフ・プルートやアーニー・ロペスら強豪を相手に防衛を重ねる。1972年11月には再び来日、和歌山で東洋太平洋チャンピオン龍反町と2ラウンドのエキシビション・マッチを行い、日本のファンにその技巧の片鱗を披露している。
1974年2月9日、パリでカルロス・モンソンの持つWBA・WBC世界ミドル級王座に挑戦。モンソンの強打を浴びて7回開始のゴングに応じられずKO負けとなり、王座獲得ならず。同年8月3日、ニューヨーク州認定世界ウェルター級王者ヘッジモン・ルイスと統一戦を行い、9回TKO勝ち。
1975年5月14日、WBA王座を返上した。同年7月12日、アルマンド・ムニスとの再戦に判定勝利、王座連続10回防衛を達成した。同年12月6日、英国人ジョン・H・ストレーシーの猛攻に屈し6回KO負けでWBC王座を失うと、この試合を最後に引退した。
引退後はキューバ音楽のバンドなどで糊口をしのいでいた時期もあったが、WBCの口利きでメキシコ北部、シウダー・フアレスでトレーナーとして後進の指導に当たっていた。
近年は糖尿病とアルツハイマー病に悩まされ、メキシコシティに移り療養生活を送っていた。2019年8月16日、同市の病院にて死去。79歳没。

## スタイル
相手のパンチを最小限の動きでかわす「見切り」の名手で、柔軟な身体を利して防御から攻撃、攻撃から防御へと切れ目なく移行するその滑らかな動きは“マンテキーリャ”（スペイン語で「バター」の意）と賞賛された。
ガードは肩口辺りに低く構え、鋭いステップ・インから巧みにジャブをヒットする。小刻みなフットワークを使いつつ、敵のパンチをヘッドスリップで外しざま内懐に入り込み、すかさずリターンの連打を放つ。体重の乗ったパンチは強烈かつ正確で、ミスブローが実に少なかった。

## 通算戦績
84戦76勝（54KO）8敗

## 獲得タイトル
- WBA世界ウェルター級王座（1度目は防衛3、2度目は防衛9=返上）
- WBC世界ウェルター級王座（1度目は防衛3、2度目は防衛10）